# Anton Bajt
Anton Bajt, slovenski rimokatoliški duhovnik, * 19. januar 1913, Tolmin, † 26. avgust 1998, Ljubljana.
Bil je organizator cirilmetodijskega društva katoliških duhovnikov in partizanski verski referent.

## Življenje in delo
Ljudsko šolo (1920-1925) in italijansko klasično gimnazijo (1925-1932) je obiskoval v rojstnem kraju, bogoslovje pa študiral v Gorici in bil 26. januarja 1936 posvečen. Kaplanoval je v Červinjanu v Furlaniji, nato pa v Šmarju v Vipavski dolini, kjer je bil od 8. aprila 1938 nameščen za duhovnika. Po koncu vojne je bil eden od ustanoviteljev Cirilmetodijskega društva in njegov predsednik. Leta 1955 je nastopil službo v Narodni in univerzitetni knjižnici v Ljubljani, kjer je 1964 postal vodja centralnih katalogov. Udejstvoval se je tudi kot publicist in zgodovinar. Pisal je o tržaškem vprašanju ter imel veliko referatov in predavanj. S strokovnimi sestavki je sodeloval tudi v knjižnični reviji Knjižnica.
Od junija 1942 je sodeloval z narodnoosvobodilnim bojem, po kapitulaciji Italije je postal član narodnoosvobodilnega sveta za Primorsko Slovenijo in referent za verske zadeve. Udeležil se je velikega zborovanja 30. junija 1944 v Branici in blagoslovil vojno zastavo Bazoviške brigade 6. septembra 1944 ob razvitju v Mlakah pri Štanjelu. Bil je odposlanec slovenskega naroda na kočevskem zboru in republiški poslanec Skupščine Slovenije za volilni okraj Ajdovščina v mandatni dobi 1950-1954.